# エンダキ・エムブレイ
ジャン＝パトリス・エンダキ・エムブレイ（Jean-Patrice Ndaki Mboulet, 1979年5月5日 - ）は、カメルーンの男子バレーボール選手。ポジションはオポジット。カメルーン代表。

## 来歴
2000年、カメルーンリーグでMVPを獲得。2002年からフランスリーグでプレーし、ASカンヌ在籍時の2006年にベストスパイカー賞とベストスコアラー賞を受賞した。
2007年にVプレミアリーグの堺ブレイザーズへ移籍し、2008年にサーブ賞、2009年にベスト6に選出された。2012年5月10日付で退団。
カメルーン代表としても活躍し、2001年アフリカ選手権、2003年アフリカ選手権でベストブロッカー賞、2009年アフリカ選手権でベストスパイカー賞を受賞。2008年北京オリンピック・アフリカ予選、2010年世界選手権予選にも出場した。
2012年10月、VチャレンジリーグのジェイテクトSTINGSに入団し、チャレンジリーグ優勝とプレミアリーグ昇格に貢献した。2013年退団。

## 所属クラブ
- ASフレジュ （2002-2003年）
- モンペリエ・バレーUC （2003-2005年）
- ASカンヌ・バレーボール （2005-2006年）
- サン＝ブリユーCAVB （2006-2007年）
- 堺ブレイザーズ （2007-2012年）
- ジェイテクトSTINGS （2012-2013年）
- クウェート・クラブ（2013-2014年）
- ショーモンVB（2013-2014年）
- アスウェーリスポーツクラブ（2015-2016年）
- アラゴ・ド・セット（2016年）
- アミアン・メトロポール・バレーボール（フランス語版）（2016-2019年）
- VBC Fully（フランス語版）（2020-）